# Selección de waterpolo de Brasil
La Selección de waterpolo de Brasil es el equipo formado por jugadores de nacionalidad brasileña, que representa a Brasil en las competiciones internacionales de waterpolo.
En el 2014 obtuvo el título en el Sudamericano que se realizó en Mar del Plata con 14-6 frente a la selección argentina.